# Friedel Greiner
Friedel Greiner (* 31. Dezember 1919 in Mülheim an der Ruhr; † 19. November 1941 in der Sowjetunion) war ein deutscher Radrennfahrer und nationaler Meister im Radsport.

## Sportliche Laufbahn
Friedrich („Friedel“) Greiner wurde 1940 Deutscher Meister im Tandemrennen (mit Willi Schertle) als Partner und belegte hinter Schertle und Kappey den dritten Platz im Sprint. Wenige Monate nach der Erringung des Meistertitels fiel er 1941 im Alter von 21 Jahren als Soldat an der Ostfront in Russland.